# توزيع لابلاس
في نظرية الاحتمالات والإحصاء، توزيع لابلاس توزيع احتمالي مستمر سمي باسم الرياضي الفرنسي بيير لابلاس.

## الخواص

### دالة الكثافة
يقال أن لمتغير لعشوائي ما أنه يتبع توزيع لابلاس إذا كانت دالة كثافته تعطى بالشكل التالي:
{\displaystyle f(x|\mu ,b)={\frac {1}{2b}}\exp \left(-{\frac {|x-\mu |}{b}}\right)\,\!}
{\displaystyle ={\frac {1}{2b}}{\begin{cases}\exp \left(-{\frac {\mu -x}{b}}\right)&{\mbox{si }}x<\mu \\[8pt]\exp \left(-{\frac {x-\mu }{b}}\right)&{\mbox{si }}x\geq \mu \end{cases}}}

### دالة التوزيع
دالة التوزيع التراكمي لمتغير عشوائي يتبع توزيع لابلاس تعطى بالشكل التالي:
| {\displaystyle F(x)\,} | {\displaystyle =\int _{-\infty }^{x}\!\!f(u)\,\mathrm {d} u} |
|                        | {\displaystyle ={\begin{cases}{\frac {1}{2}}\exp \left(-{\frac {\mu -x}{b}}\right)&{\mbox{si }}x<\mu \\[8pt]1-{\frac {1}{2}}\exp \left(-{\frac {x-\mu }{b}}\right)&{\mbox{si }}x\geq \mu \end{cases}}} |
|                        | {\displaystyle =0,5\,[1+\operatorname {sgn}(x-\mu )\,(1-\exp(-\|x-\mu \|/b))].} |

ومقلوب دالة التوزيع هو:
{\displaystyle F^{-1}(p)=\mu -b\,\operatorname {sgn}(p-0,5)\,\ln(1-2|p-0,5|).}